# Contea di Scott (Tennessee)
La contea di Scott in inglese Scott County è una contea dello Stato del Tennessee, negli Stati Uniti. La popolazione al censimento del 2000 era di 21 127 abitanti. Il capoluogo di contea è Huntsville.